# Porto Real do Colégio
Porto Real do Colégio este un oraș în statul Alagoas (AL) din Brazilia.